# Rincón de Buena Vista
Rincón de Buena Vista är en ort i Mexiko.   Den ligger i kommunen Omealca och delstaten Veracruz, i den sydöstra delen av landet, 250 km öster om huvudstaden Mexico City. Rincón de Buena Vista ligger 544 meter över havet och antalet invånare är 1 041.
Terrängen runt Rincón de Buena Vista är lite bergig. Runt Rincón de Buena Vista är det ganska tätbefolkat, med 116 invånare per kvadratkilometer. Närmaste större samhälle är Córdoba, 15,5 km norr om Rincón de Buena Vista. I omgivningarna runt Rincón de Buena Vista växer huvudsakligen savannskog.